# Shoot
Shoot was een Vlaams televisieprogramma, uitgezonden op Ketnet, de jongerenzender van de Vlaamse publieke omroep. Het was een interactief en live-praatprogramma.
In Shoot ontvingen Heidi Lenaerts en Peter Pype gasten en werd er gepraat over alledaagse onderwerpen. Op het einde van elke aflevering was er een live-optreden van een bekende artiest. Van april tot half mei 2006 presenteerde Lenaerts het programma met Tom Gernaey.
Shoot werd elke vrijdag (behalve juni tot en met augustus) om 18.35 uur op Ketnet uitgezonden. Eind 2007 werden de uitzendingen stopgezet.